# Acaulimalva nubigena
Acaulimalva nubigena är en malvaväxtart som först beskrevs av Walp, och fick sitt nu gällande namn av Krapovickas. Acaulimalva nubigena ingår i släktet Acaulimalva och familjen malvaväxter. Inga underarter finns listade i Catalogue of Life.